# Газ! Или как пришлось уничтожить мир, чтобы его спасти
«Газ! Или как пришлось уничтожить мир, чтобы его спасти» (англ. Gas! -Or- It Became Necessary to Destroy the World in Order to Save...) — сатирический фильм Роджера Кормана, снятый по сценарию Джорджа Эрмитажа. Вышел в 1971 году. Фильм стал последним фильмом Кормана, снятым для American International Pictures, с которой он долгое время сотрудничал. Это произошло из-за того, что AIP вырезало несколько кадров без согласия Кормана, включая финальную сцену, в которой Бог комментирует происходящее. Эту сцену Корман называл в числе своих самых грандиозных работ. Саундтрек к фильму написала популярная рок-группа Country Joe and the Fish, некоторые композиции были написаны отдельно их гитаристом Барри Мелтоном. Сама группа появилась в сцене ночного концерта, а вокалист Кантри Джо Макдональд сыграл небольшую роль радиоведущего.

## Сюжет
В результате утечки газа в секретной правительственной лаборатории на земле погибают все, кому больше 25. Во что превратится Никсоновская Америка в руках необузданной молодёжи?

## Актёры
- Боб Корфф — Коэл
- Элейн Гифтос — Силла
- Бад Корт — Хупер
- Талия Шайр — Корали
- Бен Верин — Карлос
- Синди Уильямс — Марисса
- Алекс Уилсон — Джейсон
- Кантри Джо Макдональд — радиоведущий AM Radio
- Брюс Карчер — Эдгар Аллан По

## Релиз
Вторая волна популярности к фильму пришла после показов его на ночном телевидении в 1980-х. В 2005 году он вышел на DVD, а затем в паре с другим фильмом производства AIP Дикари на улицах (1968).

## Интересные факты
- Футбольная команда «Воины» из фильма — настоящая носит имя реальной футбольной команды из Socorro High School, Сокорро, Нью-Мексико, где была снята часть фильма. Цвета этой команды также сине-белые.
- Название фильма было взято из заявления офицера армии США во время Вьетнамской войны, которой оправдывая уничтожение вьетнамской деревни сказал, что они «разрушили деревню по приказу спасти её».
- В фильме несколько раз появляется Эдгар Аллан По верхом на мотоцикле (в титрах обозначен как Эдгар Аллен). В первой половине 60-х Роджер Корман снял цикл фильмов по произведениям По, этот цикл принёс ему наибольшую славу.